# Nombre platejat
En matemàtiques, el nombre platejat (també anomenat constant platejada o raó platejada) δs és una constant matemàtica irracional que ve donada per:
{\displaystyle \delta _{s}=1+{\sqrt {2}}}
El seu nom és una clara al·lusió al nombre d'or, de manera anàloga a la forma en què la proporció àuria és la proporció limitant de la successió de Fibonacci, el nombre platejat és la proporció limitant de la successió de Pell. El nom del nombre platejat no s'ha de confondre amb el nombre plàstic, que de vegades també rep el nom de nombre de plata.

## Definició
La constant platejada ({\displaystyle \delta _{S}}) és una constant matemàtica irracional algebraica definida com:
{\displaystyle \delta _{s}=1+{\sqrt {2}}\approx 2,4142135623730950\dots }
És, per tant, solució del polinomi:
{\displaystyle ({x-1})^{2}-2=0}
El nombre invers al nombre platejat és igual a:
{\displaystyle ({1+{\sqrt {2}}})^{-1}={\frac {1}{1+{\sqrt {2}}}}={\sqrt {2}}-1\approx 0,4142135623\dots }
ja que, aplicant productes notables:
{\displaystyle ({{\sqrt {2}}-1})({{\sqrt {2}}+1})=({\sqrt {2}})^{2}-1^{2}=2-1=1}

### Fracció contínua
A partir de la fracció contínua de la constant:
{\displaystyle \delta _{S}=2+{\cfrac {1}{2+{\cfrac {1}{2+{\cfrac {1}{2+\ddots }}}}}}\,.}
podem obtenir el valor de {\displaystyle \delta _{S}} realitzant la següent substitució:
{\displaystyle \delta _{S}=2+{\cfrac {1}{\delta _{S}}}\,.}
{\displaystyle \delta _{S}={\cfrac {2\delta _{S}+1}{\delta _{S}}}\,.}
{\displaystyle \delta _{S}^{2}=2\delta _{S}+1\;\quad \quad \delta _{S}^{2}-2\delta _{S}-1=0.}

## Propietats algebraiques

### Nombre de Pisot
Un nombre de Pisot és un nombre algebraic real estrictament superior a 1, que té tots els seus elements conjugats amb valor absolut estrictament inferior a 1. En aquest cas particular, el nombre platejat és solució del polinomi:
{\displaystyle {(x-1)}^{2}-2=0}
on les arrels són:
{\displaystyle x=1\pm {\sqrt {2}}\;\quad x_{1}=\delta _{S}\quad x_{2}\approx -0,4142135624\dots }
{\displaystyle x_{2}} té de valor absolut un nombre estrictament inferior a 1, fet que converteix el nombre platejat en un nombre de Pisot.

### Potències
Les potències de la raó platejada són:
{\displaystyle \!\ \delta _{S}^{0}=[1]=1}
{\displaystyle \delta _{S}^{1}=\delta _{S}+0=[2;2,2,2,2,2,\dots ]\approx 2.41421}
{\displaystyle \delta _{S}^{2}=2\delta _{S}+1=[5;1,4,1,4,1,\dots ]\approx 5.82842}
{\displaystyle \delta _{S}^{3}=5\delta _{S}+2=[14;14,14,14,\dots ]\approx 14.07107}
{\displaystyle \delta _{S}^{4}=12\delta _{S}+5=[33;1,32,1,32,\dots ]\approx 33.97056}
En general, segueixen amb el patró:
{\displaystyle \!\ \delta _{S}^{n}=K_{n}\delta _{S}+K_{(n-1)}}
on
{\displaystyle \!\ K_{n}=2K_{(n-1)}+K_{(n-2)}\quad \quad \quad \!\ K_{0}=1;\;\quad \!\ K_{1}=2}
d'on podem aïllar {\displaystyle K_{n}}:
{\displaystyle \!\ K_{n}={\frac {1}{2{\sqrt {2}}}}{(\delta _{S}^{n+1}-{(2-\delta _{S})}^{n+1})}}

### Expressions platejades
L'expressió general {\displaystyle [m;m,m,\dots ]={\frac {1}{2}}\left(m+{\sqrt {m^{2}+4}}\right)} es coneix amb el nom d'expressió platejada. La raó daurada és l'expressió per a {\displaystyle m=1}, mentre que el nombre platejat ho és per {\displaystyle m=2}. Els valors per a les 10 primeres expressions platejades es mostren en la taula de la dreta.
La propietat de les potències del nombre platejat es pot generalitzar a totes les expressions platejades.
{\displaystyle \!\ \delta _{m}^{n}=K_{n}\delta _{m}+K_{(n-1)}}
on:
{\displaystyle \!\ K_{n}=mK_{(n-1)}+K_{(n-2)}\quad \quad \quad \!\ K_{0}=1;\;\quad \!\ K_{1}=m}
tenint que:
{\displaystyle \!\ K_{n}={\frac {1}{\sqrt {m^{2}+4}}}{(\delta _{m}^{n+1}-{(m-\delta _{m})}^{n+1})}}
D'altra banda, les expressions platejades tenen altres propietats interessants:
Si n és un nombre enter positiu i parell, es té que:
{\displaystyle \!\ {{\delta _{m}^{n}-\lfloor \delta _{m}^{n}\rfloor } \over \delta _{m}^{-n}}=\delta _{m}^{n}-1}
A més
{\displaystyle \!\ {1 \over {\delta _{m}^{4}-\lfloor \delta _{m}^{4}\rfloor }}+\lfloor \delta _{m}^{4}-1\rfloor =\delta _{(m^{4}+4m^{2}+1)}}
{\displaystyle \!\ {1 \over {\delta _{m}^{6}-\lfloor \delta _{m}^{6}\rfloor }}+\lfloor \delta _{m}^{6}-1\rfloor =\delta _{(m^{6}+6m^{4}+9m^{2}+1)}}
I també:
{\displaystyle \!\ \delta _{m}^{3}=\delta _{(m^{3}+3m)}}
{\displaystyle \!\ \delta _{m}^{5}=\delta _{(m^{5}+5m^{3}+5m)}}
{\displaystyle \!\ \delta _{m}^{7}=\delta _{(m^{7}+7m^{5}+14m^{3}+7m)}}
{\displaystyle \!\ \delta _{m}^{9}=\delta _{(m^{9}+9m^{7}+27m^{5}+30m^{3}+9m)}}
{\displaystyle \!\ \delta _{m}^{11}=\delta _{(m^{11}+11m^{9}+44m^{7}+77m^{5}+55m^{3}+11m)}}
El valor de la constant platejada també compleix:
{\displaystyle \!\ 1/\delta _{m}=\delta _{m}-m}

### Nombres de Pell
La successió dels nombres de Pell ve definida per:
{\displaystyle \!\ K_{n}=2K_{(n-1)}+K_{(n-2)}\quad \quad \quad \!\ K_{0}=1;\;\quad \!\ K_{1}=2}
L'expressió d'aquesta sèrie és semblant a la sèrie de Fibonacci, successió de nombres naturals en què cada element és la suma dels dos elements anteriors, partint d'1 i 1 com a valors inicials de la sèrie. En la successió de Fibonacci, la proporció limitant és la proporció àuria, és a dir:
{\displaystyle \lim _{n\rightarrow \infty }{\frac {F_{n+1}}{F_{n}}}=\Phi }
En la successió de Pell, la proporció limitant és la constant platejada:
{\displaystyle \lim _{n\rightarrow \infty }{\frac {P_{n+1}}{P_{n}}}=\delta _{S}}

## Propietats geomètriques

### Trigonometria
El nombre platejat està íntimament relacionat amb resultats trigonomètrics de l'angle π⁄8 = 22.5°:
{\displaystyle \textstyle \sin {\tfrac {1}{8}}\pi =\cos {\tfrac {3}{8}}\pi ={\frac {1}{2}}{\sqrt {2-{\sqrt {2}}}}={\sqrt {{\tfrac {1}{2}}\delta _{s}^{-1}}}}
{\displaystyle \textstyle \cos {\tfrac {1}{8}}\pi =\sin {\tfrac {3}{8}}\pi ={\frac {1}{2}}{\sqrt {2+{\sqrt {2}}}}={\sqrt {{\tfrac {1}{2}}\delta _{s}}}}
{\displaystyle \textstyle \tan {\tfrac {1}{8}}\pi =\cot {\tfrac {3}{8}}\pi ={\sqrt {2}}-1=\delta _{s}^{-1}}
{\displaystyle \textstyle \cot {\tfrac {1}{8}}\pi =\tan {\tfrac {3}{8}}\pi ={\sqrt {2}}+1=\delta _{s}}

Raó platejada en l'octàgon regular

Així doncs, l'àrea d'un octàgon de costat a ve donada per:
{\displaystyle A=\textstyle 2a^{2}\cot {\tfrac {1}{8}}\pi =2(1+{\sqrt {2}})a^{2}=2\delta _{S}a^{2}\simeq 4.828427a^{2}.}

### Rectangles platejats

Rectangle platejat

Un rectangle platejat és un rectangle que té com a relació d'aspecte per analogia amb la raó daurada. Consfusament, el terme rectangle de plata també es pot referir a un rectangle de proporció {\displaystyle 1/{\sqrt {2}}}, també conegut com a rectangle A4 en referència a la mida del paper Din A4, ja definida en l'ISO 216.